# Каптоприл
Каптопри́л — лекарственное средство, один из препаратов группы ингибиторов ангиотензинпревращающего фермента. В анатомо-терапевтической классификации зарегистрирован под кодом C09AA01.
Его действующее вещество разработано на основе фермента из яда южноамериканской змеи жарараки Bothrops jararaca. Препарат был запатентован в 1976 году и одобрен для медицинского применения в 1980 году.

## Фармакология

### Фармакодинамика
Уменьшает образование ангиотензина II из ангиотензина I. Снижение содержания ангиотензина II ведёт к прямому уменьшению выделения альдостерона. При этом снижается ОПСС, артериальное давление, пост- и преднагрузка на сердце. Расширяет артерии в большей степени, чем вены. Вызывает уменьшение деградации брадикинина (один из эффектов АПФ) и увеличение синтеза Pg. Гипотензивный эффект не зависит от активности ренина плазмы, снижение артериального давления отмечают при нормальной и даже сниженной концентрации гормона, что обусловлено воздействием на тканевые РААС. Усиливает коронарный и почечный кровоток. При длительном применении снижает выраженность гипертрофии миокарда и стенок артерий резистивного типа. Улучшает кровоснабжение ишемизированного миокарда. Уменьшает агрегацию тромбоцитов. Способствует снижению содержания Na+ у больных с хронической сердечной недостаточностью. В дозах 50 мг/сут проявляет ангиопротекторные свойства в отношении сосудов микроциркуляторного русла и позволяет замедлить прогрессирование хронической почечной недостаточности при диабетической нефроангиопатии. Снижение артериального давления в отличие от прямых вазодилататоров (гидралазина, миноксидила и пр.) не сопровождается рефлекторной тахикардией и приводит к снижению потребности миокарда в кислороде. При сердечной недостаточности в адекватной дозе не влияет на величину артериального давления. Максимальное снижение артериального давления после перорального приёма наблюдается через 60—90 мин. Длительность гипотензивного эффекта дозозависима и достигает оптимальных значений в течение нескольких недель.

### Фармакокинетика
Абсорбция — быстрая, достигает 75 % (приём пищи снижает на 30—40 %), биодоступность — 60—70 %. Связь с белками плазмы (преимущественно с альбуминами) — 25—30 %; TCmax (114 нг/мл) при пероральном приёме — 30—90 мин. Через гемато-энцефалический барьер и плацентарный барьер проникает плохо (менее 1 %). Метаболизируется в печени с образованием дисульфидного димера каптоприла и каптоприл-цистеиндисульфида. Метаболиты фармакологически неактивны. T1/2 — 2—3 ч. Выводится почками 95 % (40—50 % в неизмененном виде, остальная часть — в виде метаболитов). Секретируется с материнским молоком. T1/2 при хронической почечной недостаточности — 3,5—32 ч. Кумулирует при хронической почечной недостаточности.

### Лекарственное взаимодействие
Гипотензивный эффект ослабляют индометацин и др. НПВП (задержка Na+ и снижение синтеза Pg), особенно на фоне низкой концентрации ренина, и эстрогены (задержка Na+). Комбинация с тиазидными диуретиками, вазодилататорами (миноксидил), усиливает гипотензивный эффект. Комбинированное применение с калийсберегающими диуретиками, препаратами K+, калиевыми добавками, заменителями соли (содержат значительные количества K+) увеличивает риск развития гиперкалиемии. Замедляет выведение препаратов Li+, повышая его концентрацию в крови. При назначении каптоприла на фоне приёма аллопуринола или прокаинамида повышается риск развития синдрома Стивенса-Джонсона и нейтропении. Применение каптоприла у пациентов, получающих иммунодепрессанты (в том числе азатиоприн или циклофосфамид), повышает риск развития гематологических нарушений.

## Применение
Артериальная гипертензия, в том числе реноваскулярная; хроническая сердечная недостаточность (в комплексной терапии); нарушения функции левого желудочка после перенесённого инфаркта миокарда при клинически стабильном состоянии; диабетическая нефропатия на фоне сахарного диабета типа 1 (при альбуминурии более 30 мг/сут).
Монотерапия каптоприлом, как и другими препаратами группы ингибиторов АПФ, обеспечивает умеренное гипотензивное действие: в среднем фиксируемое снижение артериального давления составляет 11/6 мм рт. ст., при этом в 90 % случаев указанный эффект достигается при применении дозировок, не превышающих половины от максимально рекомендуемой дозы.
Так, гипотензивный эффект и переносимость каптоприла изучались в ходе многоцентрового исследования в Университете Брешии в 1987 году, в сравнении с гидрохлоротиазидом и плацебо. 152 обследуемым с артериальной гипертензией рандомизированно назначался каптоприл в дозировке 25 мг по 2 раза в день, гидрохлоротиазид по 12,5 мг дважды в день и нейтральный препарат с таким же режимом дозирования. Показатели давления, фиксируемые в положении сидя и стоя, существенно снижались в сравнении с плацебо как в группе приёма каптоприла, так и гидрохлоротиазида, при этом частота сердечных сокращений существенно не изменялась. В течение всех 24 недель исследования данные препараты устойчиво демонстрировали гипотензивный эффект, при этом показатели диастолического давления в большинстве случаев отмечались ниже 100 мм рт. ст. В группе приёма гидрохлоротиазида отмечалось больше побочных эффектов, чем в группах каптоприла и плацебо, при этом у пациентов данной группы фиксировалось снижение калия в сыворотке крови и увеличение содержания мочевой кислоты. Таким образом, каптоприл, кроме доказанного гипотензивного эффекта, показал ещё и хорошую переносимость.
Усиление гипотензивного эффекта каптоприла достигается при комбинировании его с рядом других препаратов: диуретиков (см. Комбинации каптоприла и диуретиков) или блокаторов кальциевых каналов. Так, по данным четырёхнедельного двойного слепого перекрёстного исследования комбинации эналаприла с амлодипином в сравнении с плацебо в Шотландии в 1988 году, достоверно установлено, что добавление 10 мг амлодипина 1 раз в день к стандартной монотерапии каптоприлом (по 25 мг два раза в день) у пациентов с умеренной и тяжёлой гипертензией существенно улучшает показатели артериального давления, при этом в среднем снижение составило 18/12 мм рт. ст. при контроле АД в положении сидя и 20/12 мм рт. ст. в положении стоя. Побочных эффектов от применения такой комбинации было мало и все они не были серьёзными.

## Побочное действие
- Со стороны сердечно-сосудистой системы: нечасто — тахикардия или аритмия, стенокардия, ощущение сердцебиения, ортостатическая артериальная гипотензия, чрезмерное снижение АД, синдром Рейно, приливы крови к коже лица, бледность; очень редко — остановка сердца, кардиогенный шок.
- Со стороны дыхательной системы: часто — сухой непродуктивный кашель, одышка; очень редко — бронхоспазм, эозинофильный пневмонит, ринит, отек легких.
- Со стороны кожи и подкожных тканей: часто — кожный зуд, с высыпаниями или без них, высыпания на коже, алопеция.
- Аллергические реакции: нечасто — ангионевротический отек конечностей, лица, губ, слизистых оболочек, языка, глотки и гортани; редко — ангионевротический отек кишечника; очень редко — крапивница, синдром Стивенса-Джонсона, многоформная эритема, фоточувствительность, эритродермия, пемфигоидные реакции, эксфолиативный дерматит, аллергический альвеолит, эозинофильная пневмония.
- Со стороны нервной системы: часто — сонливость, головокружение, бессонница; нечасто — головная боль, парестезия; редко — атаксия; очень редко — спутанность сознания, депрессия, нарушения мозгового кровообращения, включая инсульт и синкопе, нечеткость зрения.
- Со стороны системы кровообращения: очень редко — нейтропения, агранулоцитоз, панцитопения, лимфаденопатия, эозинофилия, тромбоцитопения, анемия (включая апластическую и гемолитическую формы).
- Со стороны иммунной системы: очень редко — повышение титра антинуклеарных антител, аутоиммунные заболевания.
- Со стороны пищеварительной системы: часто — тошнота, рвота, раздражение слизистой оболочки желудка, боли в брюшной полости, диарея, запор, нарушение вкуса, сухость слизистой оболочки полости рта, диспепсия; нечасто — анорексия; редко — стоматит, афтозный стоматит; очень редко — глоссит, язва желудка, панкреатит, гиперплазия дёсен, нарушение функции печени и холестаз (включая желтуху), повышение активности ферментов печени, гепатит (включая редкие случаи гепатонекроза), гипербилирубинемия.
- Со стороны костно-мышечной системы: очень редко — миалгия, артралгия.
- Со стороны мочевыделительной системы: редко — нарушения функции почек (включая почечную недостаточность), полиурия, олигурия, учащенное мочеиспускание; очень редко — нефротический синдром.
- Со стороны репродуктивной системы: очень редко — импотенция, гинекомастия.
- Прочее: нечасто — периферические отёки, боли в груди, повышенная утомляемость, чувство общего недомогания, астения; редко — гипертермия.
- Лабораторные показатели: очень редко — протеинурия, эозинофилия, гиперкалиемия, гипонатриемия, повышенное содержание азота мочевины, билирубина и креатинина в крови, снижение гематокрита, снижение гемоглобина, лейкоцитов, тромбоцитов, гипогликемия.

## Противопоказания

### Абсолютные противопоказания
- Гипотензия.
- Тяжёлые нарушения работы почек.
- Печёночная недостаточность.
- Азотемия.
- Прогрессирующий стеноз почечных артерий.
- Состояние после перенесённой пересадки почки.
- Стеноз устья аорты.
- Стеноз митрального клапана или иные состояния, препятствующие оттоку крови из сердца.
- Первичный гиперальдостеронизм.
- Гиперкалиемия.
- Кардиогенный шок.
- Беременность.
- Период лактации.
- Возраст младше 18 лет.
- Индивидуальная повышенная чувствительность или аллергические реакции на любые компоненты лекарственного препарата.
- Наследственный ангионевротический отек.

### Относительные противопоказания
- Лейкопения.
- Тромбоцитопения.
- Угнетение кроветворения в костном мозгу.
- Ишемия головного мозга.
- Сахарный диабет.
- Диета с ограничением натрия.
- Нахождение на гемодиализе.
- Пожилой возраст (старше 65 лет).
- Состояния, при которых снижен объём циркулирующей крови (например, после рвоты, поноса, обильного потения и т. д.).
- Гипертрофическая кардиомиопатия.
- Нарушения работы почек.
- Двусторонний стеноз почечных артерий.
- Аутоиммунные заболевания системной соединительной ткани (склеродермия, системная красная волчанка и др.).

## Передозировка
- Острая артериальная гипотензия
- Нарушение мозгового кровообращения
- Инфаркт миокарда
- Тромбоэмболия
- Ангионевротический отёк